# Židilje
Židilje es un pueblo ubicado en la municipalidad de Despotovac, en el distrito de Pomoravlje, Serbia.

## Superficie
Posee una superficie de 86,91 kilómetros cuadrados.

## Demografía
Hasta 2011 la población era de 83 habitantes, con una densidad de población de 0,9550 habitantes por kilómetro cuadrado.